# Чабинаани
Чабинаани (груз. ჩაბინაანი) — село в Грузии. Находится в Ахметском муниципалитете края Кахетия. Расположено примерно на равном расстоянии (11 км) от городов Ахмета и Телави на автодороге, их соединяющей. Рядом с селом протекает река Хорхлас-Рике.
Высота над уровнем моря составляет 520 метров. Население — 143 человека (2014).
В советское время село Чабинаани входило в Ожиойский сельсовет Ахметского района.